# دايسوكي ناكاتا
دايسوكي ناكاتا (باليابانية: 中田大輔؛ بالكانا: なかた だいすけ) هو ترامبوليني ‏ ياباني، ولد في 2 مارس 1974 في Mikawa, Ishikawa ‏ في اليابان.

## وصلات خارجية
- دايسوكي ناكاتا على موقع الاتحاد الدولي للجمباز (biography) (الإنجليزية)
- دايسوكي ناكاتا على موقع اللجنة الأولمبية الدولية (الإنجليزية)
- دايسوكي ناكاتا على موقع أوليمبيديا (الإنجليزية)